# غابي جونز
غابي جونز (بالإنجليزية: Gabe Jones)‏ (21 يناير 1973 بجورجتاون في الولايات المتحدة - ) هو لاعب كرة قدم أمريكي في مركز الهجوم. لعب مع نادي دالاس وNew Orleans Storm ‏ وAustin Lightning ‏ وAustin Lone Stars ‏.

## وصلات خارجية
- غابي جونز على موقع الدوري الأمريكي (الإنجليزية)
- غابي جونز على موقع قاعدة بيانات كرة القدم.إي يو (الإنجليزية)